# Languedoc-Rosellón
Languedoc-Rosellón o Lenguadoc-Rosellón ([lɑ̃ɡdɔk ʁusijɔ̃]ⓘ, en francés: Languedoc-Roussillon, en occitano: Lengadòc-Rosselhon, en catalán: Llenguadoc-Rosselló) fue una antigua región de Francia —desaparecida desde el 31 de diciembre de 2015—, que comprendía cinco departamentos. Limitaba al sur con España, Andorra y el mar Mediterráneo (el golfo de León) y con las entonces regiones francesas de Provenza-Alpes-Costa Azul, Ródano-Alpes, Auvernia y Mediodía-Pirineos (hoy Auvernia-Ródano-Alpes y Occitania), y su capital era Montpellier. Su población era de 2,52 millones de habitantes en 2012.
En el marco de la reforma territorial emprendida en 2014, Languedoc-Rosellón se fusionó el 1 de enero de 2016 con la región limítrofe de Mediodía-Pirineos, siendo el nombre provisional de esta nueva región "Languedoc-Rosellón-Pirineos-Centrales", ahora denominada Occitania.
Las lenguas habladas en esta región son el francés en toda la región, en el departamento de Pirineos Orientales (conocida históricamente como Cataluña Francesa): la variedad del catalán "rosellonés" (rossellonès en catalán) y en el resto de departamentos de esta región (Aude, Gard, Hérault, Lozère): la variedad del occitano "languedociano" (lengadocian en occitano).
La limitan muchos elementos naturales: los montes Pirineos, el Lauragais, las montañas Cévennes y el río Ródano. Muchos geógrafos se refieren a esta región como un anfiteatro que mira al mar, para referirse a sus montañas y a las planicies del Languedoc y del Rosellón. 
Sus cinco departamentos formaron parte de las provincias del Languedoc y el Rosellón del Antiguo Régimen.
En 2004 el consejo regional adaptó un nuevo logotipo que simboliza el sol, y que lleva el lema "Vivre en Septimanie" (Vivir en Septimania).

## Historia

El puente del Gard, acueducto romano

A finales del siglo III a. C. un pueblo céltico, los Volcas, se establece en la región. Sus capitales eran Toulouse y Nîmes. Se crea así una primera estructuración del territorio.
Pactan con los romanos en el siglo I a. C. Se crea Narbona para pacificar la provincia, y en el año 118 a. C. se convierte en la capital de la Narbonense.
Al principio del quinto siglo, los vándalos invaden la región. Algunos años más tarde, se imponen los visigodos. La región de Narbona, Septimania, así como toda España siguen siendo visigodas hasta su derrota frente a los árabes en el año 719.
La región es conquistada por Carlomagno, que la anexiona al reino de Aquitania, creado en 778. Este vasto territorio que engloba todo el sur del Ródano con el objeto de federar la reconquista hispánica, será legado por Carlomagno a uno de sus hijos en 781. La administración se les encomienda a los Condes de Toulouse.
En la época feudal tiene lugar una gran fragmentación política: los condados de Rosellón y de Cerdaña, pasan a la órbita del Corona de Aragón, mientras que el Bajo-Languedoc pasa bajo el dominio de la casa Trencavel y sus rivales, los condes de Toulouse.

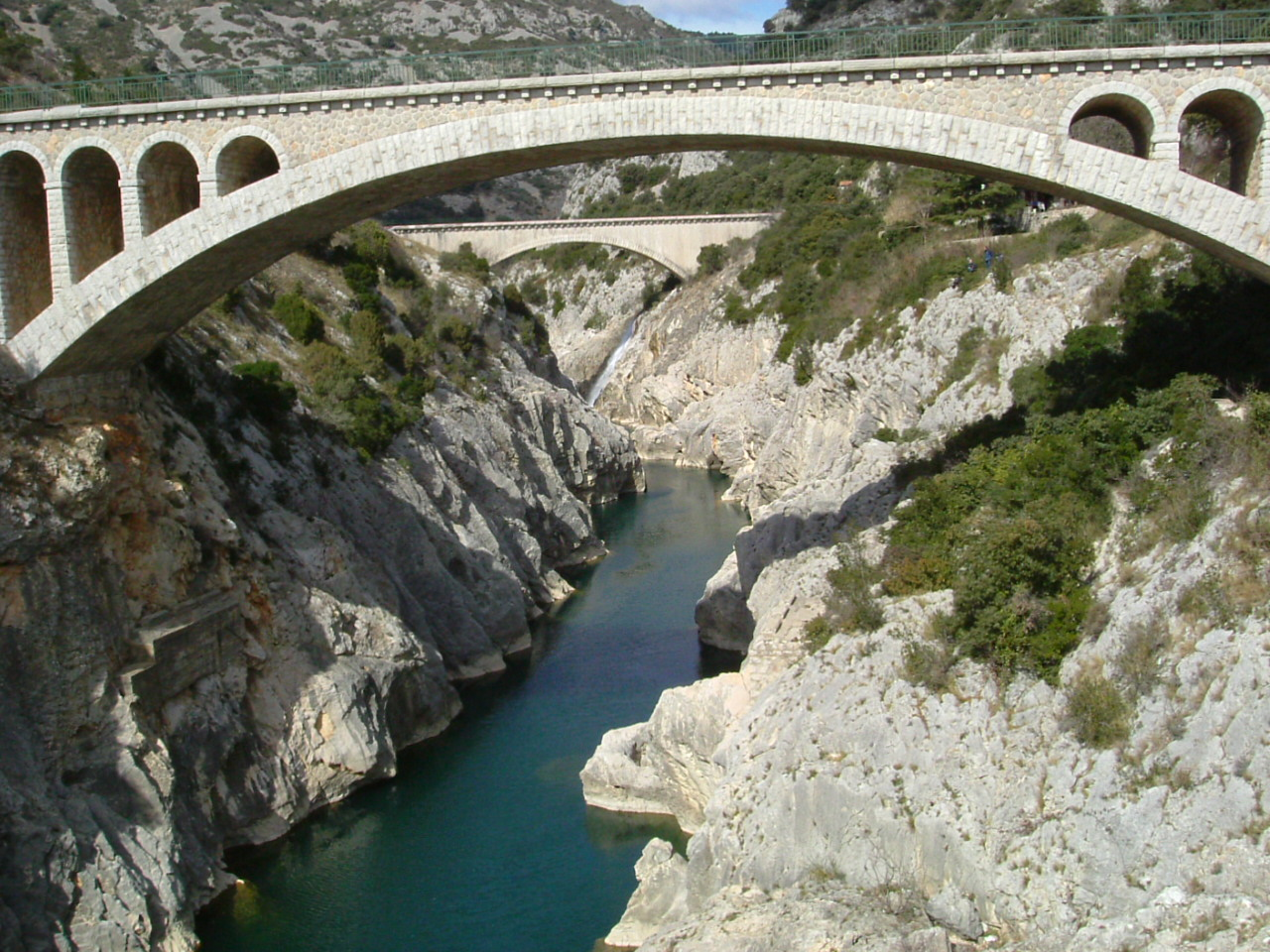
El Pont du diable, en el río Hérault, cerca de la localidad de Saint-Guilhem-le-Désert.

Raimundo IV o Raimundo de San Gilles (1042-1115) alcanzará por matrimonio el objetivo de reunificación, ampliando su estado con el condado de Rouergue, el de Nîmes, el de Narbona, el de Gévaudan, el de Agde, el de Béziers y el de Uzès.
Después de la Cruzada de los Albigenses y la extinción de la dinastía de los condes de Toulouse la provincia se integra en el reino de Francia en 1271. De allí nació el Languedoc real que persistirá hasta la Revolución francesa.
El tratado de Corbeil ratifica en 1258 la división con los territorios del sur de la región. La región de Corbières constituirá la frontera entre el reino de Francia y la Corona de Aragón.
En 1659 el Tratado de los Pirineos vincula el Rosellón y el norte de la Cerdaña al reino de Francia, anteriormente, parte de la Corona de Aragón.

## Política
La política en Languedoc-Rosellón ha estado dominada mucho tiempo por la oposición entre dos personajes: Jacques Blanc (presidente del Consejo Regional durante dieciocho años) y Georges Frêche, su adversario socialista que le sucedió en marzo de 2004. Los ministros Claude Allègre y Jean-Claude Gayssot son originarios de la región.

## División administrativa
Cada capital de departamento de la región está comunicada con el resto a través de una red de ferrocarriles y carreteras, así como una autopista (la A9), excepto Mende que queda fuera de su recorrido.
La región está formada por cinco departamentos: 
- Aude (3 arrondissements, 35 cantones y 353 municipios)
- Gard (3 arrondissements, 36 cantones y 438 municipios)
- Hérault (3 arrondissements, 49 cantones y 333 municipios)
- Lozère (2 arrondissements, 25 cantones y 185 municipios)
- Pirineos Orientales (Pyrénées-Orientales) (3 arrondissements, 31 cantones y 226 municipios)

## Geografía

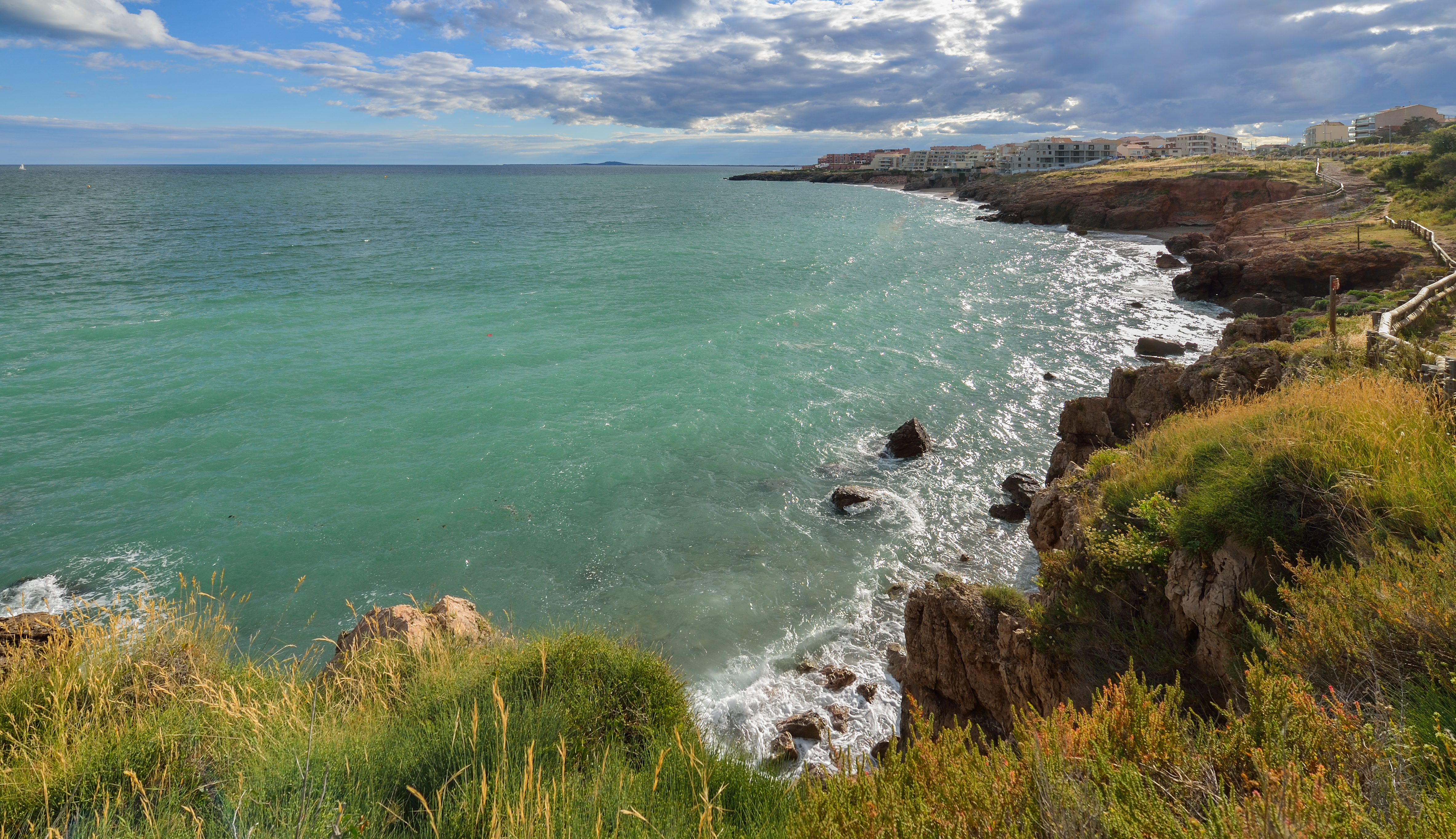

La región de Languedoc-Rosellón está llena de contrastes. La planicie litoral contrasta con las zonas montañosas de las Cévennes, pasando por las mesetas calcáreas.
Las costas rocosas de los Pirineos se alternan con las largas playas de arena.
El clima de la región es mediterráneo con inviernos suaves y húmedos y veranos calurosos y secos. La lluvia cae principalmente entre noviembre y marzo y se vuelve inexistente o muy rara entre junio y septiembre. La temperatura en verano en la costa mediterránea varía de 18 °C a 30 °C, y de 3 °C a 12 °C en invierno. El Tramontana es uno viento  violento y despeja el cielo. 

## Economía
La economía del Languedoc-Rosellón se basa en un factor esencial, el “sol”, al servicio de dos sectores vitales: el turismo y la agricultura.

## Comunicaciones y transportes

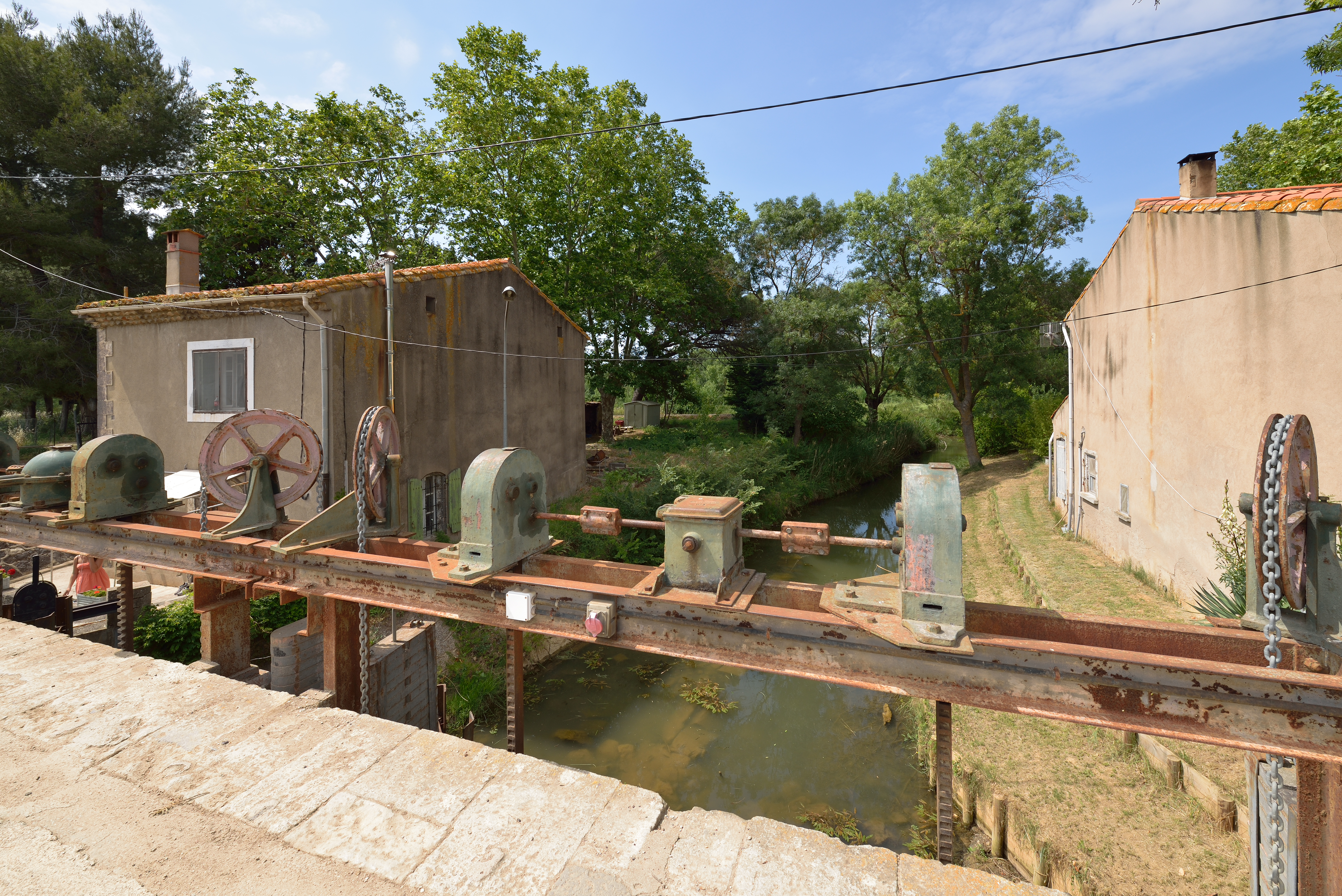

El Canal del Midi, declarado como Patrimonio Mundial de la UNESCO, se construyó en el siglo XVII para unir el Atlántico y el Mediterráneo. Cuenta con varias obras de ingeniería a lo largo de su curso, como las esclusas de Fonseranes, cerca de Béziers, ciudad natal del fundador del Canal, Pierre-Paul Riquet
La región está equipada con una red de transporte y desarrollado rutas de comunicación. La autopista francesa A9 conecta la región con el resto de Francia al norte y España al sur. Las estaciones de ferrocarril SNCF en Montpellier y Perpiñán son las principales  y sirven a ciudades importantes como Barcelona en Cataluña, Marsella, Lyon, París y Toulouse. Los aeropuertos de Montpellier Méditerranée y Perpiñán también sirven a las principales ciudades francesas y europeas.

## Vinos

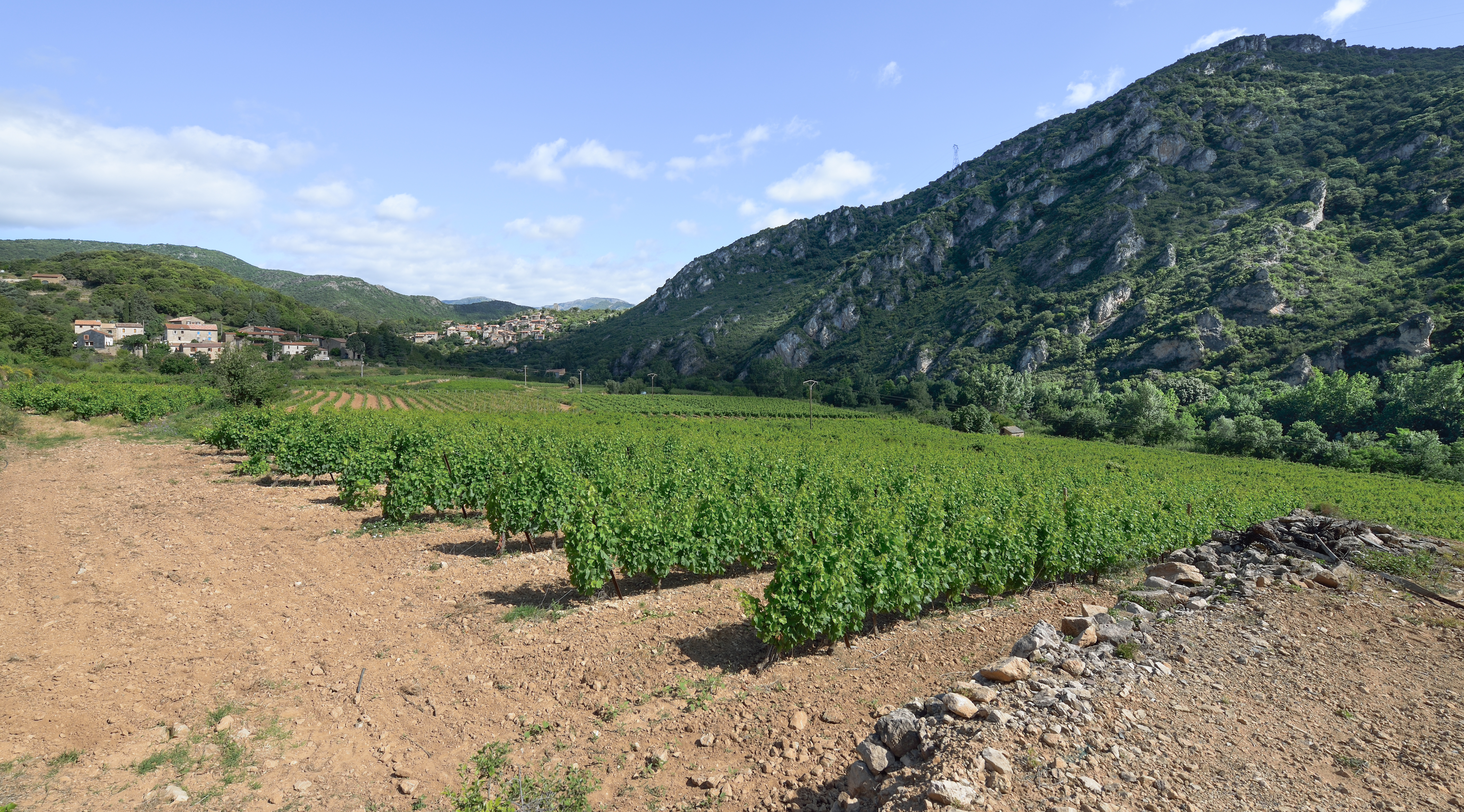

Entre los viñedos de Languedoc-Rosellón están algunos de los más antiguos y grandes del mundo, y producen algunos de los más famosos caldos franceses. La vid existe en el sur de Francia desde el Plioceno. El primer viñedo galo se desarrolló en torno a dos ciudades: Béziers y Narbona.
En Languedoc-Rosellón, más de 30 vinos han conseguido la categoría AOC, que incluyen los vinos tintos, rosados y blancos, los dulces naturales (como por ejemplo los moscatel) y los vinos espumosos (los crémants ligeramente espumosos y los espumosos de Limoux).

## Demografía
La región experimenta el crecimiento de población más fuerte de Francia, y podría llegar hasta 3 100 000 habitantes en 2030, o sea, un incremento del 34 % respecto al año 2000. Este incremento se debe sobre todo a las migraciones internas, ya que el crecimiento demográfico es más bien débil. Esta inmigración agrava el problema del desempleo[cita requerida], con una de las tasas más elevadas de Francia (12,6%).

## Deporte
Languedoc-Rosellón cuenta con equipos profesionales de fútbol (Montpellier y Nîmes Olympique), rugby (USAP Perpignan y Montpellier Hérault), rugby 13 (Dragons Catalans) y balonmano (Montpellier y USAM Nîmes).
Los Juegos Mediterráneos de 1993 se celebraron en localidades de la región. El Torneo de Montpellier de tenis pertenece al ATP World Tour 250 desde 2010.
| Predecesor: Atenas | Ciudad Mediterránea 1993 | Sucesor: Bari |